# Natividad Díaz Jiménez
Antonia Natividad Díaz Jiménez (Coatecas Altas, Oaxaca; 13 de junio de 1982) es una Contadora Pública y Política Mexicana que fue miembro del Partido Acción Nacional. Ha sido Dipuatda federal, Diputada local en Oaxaca en dos ocasiones y Presidenta del DIF en Ejutla de Crespo de 2002 a 2004 cuando su padre fue presidente municipal del Municipio homónimo.
Fue candidata a la gubernatura del Estado de Oaxaca para las elecciones de 2022 por el Partido Acción Nacional, obteniendo apenas 3.76% de la votación.
El 11 de septiembre de 2024, la Comisión Permanente Nacional del PAN anunció su expulsión del partido tras su votación a favor de la Reforma al Poder Judicial propuesta por el presidente Andrés Manuel López Obrador.